# Issa Tchiroma Bakary
Pour les articles homonymes, voir Bakary.
Issa Tchiroma Bakary, né vers 1949 à Garoua, est un ingénieur ferroviaire, homme d'État camerounais et ancien ministre de l'Emploi et de la Formation professionnelle.

## Biographie

### Carrière
Il est député, ministre des Transports du 27 novembre 1992 au 19 septembre 1996, puis ministre de la Communication à partir du 30 juin 2009. Il fait à nouveau partie du gouvernement Philémon Yang, du 31 mars 2015 au 4 janvier 2019. À la suite du remaniement survenu le 4 janvier 2019, il est nommé ministre de l'Emploi et de la Formation professionnelle dans le gouvernement Dion Ngute. Il est président du Front pour le salut national du Cameroun (FSNC), parti politique minoritaire, soutien du Rassemblement démocratique du peuple camerounais (RDPC), le parti au pouvoir.
Le 24 juin 2025, Issa Tchiroma Bakary démisionne du gouvernement et, en moins de vingt-quatre heures, officialise sa candidature à l'élection présidentielle camerounaise de 2025.